# المزمار (مجلة)
مجلة المزمار هي مجلة عراقية أسبوعية تصدر عن وزارة الثقافة والإعلام، دار ثقافة الطفل. صدر العدد الأول منها عام 1969م. توجه المجلة إلى الأطفال من سن السابعة حتى السابعة عشر دون الإشارة إلى ذلك. تحوي المجلة على مقدمة يختلف عنوانها حسب رئيس التحرير وتُنشر تحت عنوان: «قف».
يصل عدد صفحات القصص المصورة في المجلة إلى 24 صفحة ملونة. كما تنشر القصص الأدبية والشعر إضافةً إلى الثقافة السينمائية والتشكيلية. لا تحتوي المجلة على ملاحق ولكنها تنشر صوراً للقراء. إلا أنها تخلو من المسابقات ذات الجوائز
عنوان المجلة: بغداد، صالحية، ص.ب 8041. قطعها: 34×24 سم. لا تعتمد المجلة على الإعلانات ولا توجد إشارة في الأعداد عن السعر داخل العراق وخارجها.

## الأبواب
- علوم
- رياضة
- ثقافة
- الأصدقاء
- تحقيقات
- قوس قزح
- بيني وبينكم
- تسلية
- العين السحرية

## فريق العمل
- المدير العام ورئيس مجلس الإدارة: فاروق سلوم
- سكرتير التحرير: رمزية محمد علي

### رؤساء التحرير السابقون
- فاروق يوسف: 1990م

### الكتاب
- فاروق سلوم
- جعفر صادق
- جليل خزعل
- فاروق يوسف
- عبد الإله رؤوف
- أمل منصور
- صلاح محمد علي
- عبد الكريم حسين
- رياض السالم
- أحمد مصطفى أحمد
- عواطف علي
- جواد عبد الحسين

### الرسامون
- خليل
- وداد الأوزري
- حسن صنوف
- غادة
- انطلاق محمد علي